# Hermann Wendt (Militärhistoriker)

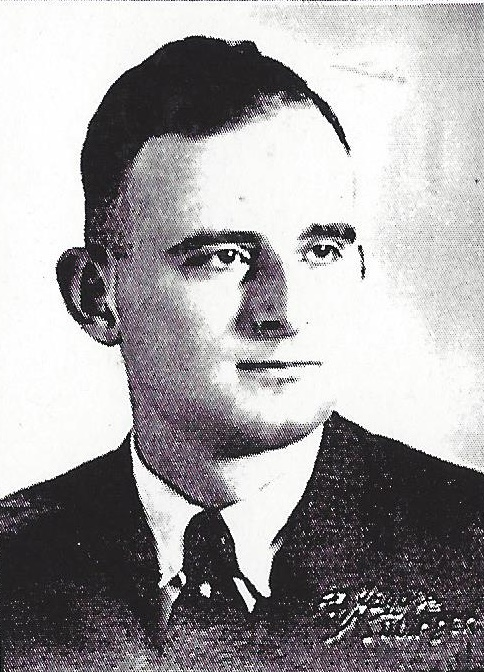
Hermann Wendt (1936)

Hermann Wendt (* 11. Februar 1909 in Danzig-Langfuhr; † 1940 am Canal de la Marne au Rhin) war ein deutscher Hochschullehrer für Kriegsgeschichte.

## Leben
Hermann Wendts Eltern waren der Danziger Augenarzt Carl-Friedrich Wendt und seine Frau Dorothea geb. Baumgart. Hermann Wendt besuchte das Kronprinz-Wilhelm-Realgymnasium in Langfuhr. Nachdem er Ostern 1927 dort das Abitur bestanden hatte, studierte er an der Eberhard Karls Universität Tübingen mittlere und neuere Geschichte sowie Germanistik und Anglistik. Im Sommersemester 1927 wurde er im Corps Suevia Tübingen aktiv. Als Inaktiver wechselte er an die Friedrich-Wilhelms-Universität zu Berlin. Seine Lehrer in Tübingen waren Adalbert Wahl, Johannes Haller, Hermann Schneider, Walter F. Schirmer, Heinrich Dannenbauer und Hermann von Mangoldt. In Berlin hörte er bei Albert Brackmann, Erich Marcks, Hermann Oncken, Wilhelm Dibelius, Michael Freund, Walter Elze, Hans-Friedrich Rosenfeld und Wilhelm Weber.
Nach Tübingen zurückgekehrt, reiste er im Sommer 1929 – mit besonderen Erlaubnissen des französischen Generalstabs (Service historique) – für kriegsgeschichtliche Studien nach Paris und Verdun. Am 2. Dezember 1930 wurde er zum Dr. phil. promoviert (sehr gut). Im Sommersemester 1931 war er in Würzburg, im Sommersemester 1932 in Kiel. An der Friedrich-Wilhelms-Universität besuchte er im Wintersemester 1930/31 und im WS 1931/32 kriegsgeschichtliche Kurse. Dozenten waren Edmund Wachenfeld und Walter Elze.
Im März/April 1933 bereiste er am Gardasee, bei Mantua und bei Verona die  Schlachtfelder des Gebirgskriegs 1915–1918. Aufgrund des Kolloquiums am 2. Mai 1933 und seiner Habilitationsschrift erhielt er am 20. Mai 1933 in Tübingen die Venia legendi für Kriegsgeschichte. Bis Dezember 1933 erhielt er kein Gehalt, sondern von der Tübinger Jubiläumsstiftung 120 Reichsmark als  Studienbeihilfe. Als Privatdozent wurde er für das Sommersemester 1934 an die Technische Hochschule Danzig beurlaubt.
In Hinblick auf die Lage der  Freien Stadt Danzig war sein Lehrauftrag für die Deutsche Studentenschaft „aus außenpolitischen Gründen getarnt“.
Die Universität Tübingen ernannte ihn zum apl. Professor. Er wurde zum Heer eingezogen und erhielt noch 1939 das  Eiserne Kreuz II. Klasse. Er fiel mit 31 Jahren am Rhein-Marne-Kanal.

## Mitgliedschaften
- Nationalsozialistische Deutsche Arbeiterpartei (1. Mai 1933, Mitgliedsnummer 3.254.404)[1]
- Sturmabteilung (15. Mai 1933, Sturmmann, Sturm 4/216)[1]
- Nationalsozialistischer Lehrerbund (1. Januar 1934)[5]

## Werke
- Der italienische Kriegsschauplatz in europäischen Konflikten – seine Bedeutung für die Kriegführung an Frankreichs Nordostgrenzen (= Schriften der Kriegsgeschichtlichen Abteilung im Historischen Seminar der Friedrich-Wilhelms-Universität). Junker & Dünnhaupt, Berlin 1936 (Habilitationsschrift). GoogleBooks